# Ажиев, Мансур Магомедович
Мансур Магомедович Ажиев — российский и польский боец смешанных боевых искусств чеченского происхождения, представитель полулёгкой весовой категории. Выступает на профессиональном уровне, начиная с 2018 года. Чемпион польской организации AFN в полулёгком весе.

## Биография
Мансур Ажиев родился в Чеченской Республике. Во время второй чеченской войны Мансур с семьей переехал жить в Польшу, в город Варшава, и проживает там по сей день.
В 2018 году начал свою профессиональную карьеру в смешанных единоборствах и выступал в местных промоушенах AFN, DFN, Browar Polnocny Fight Night, WCA. Представляет команду «WCA FIGHT TEAM».
Мансур Ажиев является чемпионом польской организации AFN. Провел одну защиту титула, где победил единогласным решением судей.

## Достижения и титулы

### Смешанные единоборства
- AFN
  - Чемпион AFN в полулёгком весе (один раз).

### Грэпплинг
- Чемпион Польши —

## Таблица выступлений

### Профессиональное ММА
| Боёв 7          | Побед 7 | Поражений 0 |
| --------------- | ------- | ----------- |
| Нокаутом        | 3       | 0           |
| Сдачей          | 1       | 0           |
| Решением        | 3       | 0           |
| Ничьи           | 0       | 0           |
| Не состоявшихся | 0       | 0           |

| Результат | Рекорд | Соперник             | Способ                                        | Турнир                                         | Дата             | Раунд | Время | Место | Примечание                           |
| --------- | ------ | -------------------- | --------------------------------------------- | ---------------------------------------------- | ---------------- | ----- | ----- | ----- | ------------------------------------ |
| Победа    | 7-0    | Амаурй Жуниор        | Решением (единогласным)                       | AFN 11 - Bitwa o Niepodleglosc                 | 5 ноября 2021    | 3     | 5:00  |       | Защитил титула AFN в полулёгком весе |
| Победа    | 6-0    | Адриан Кепа          | Сабмишном (удушение сзади)                    | AFN 10 - Armia Fight Night                     | 16 июля 2021     | 3     | 2:23  |       | Завоевал титул AFN в полулёгком весе |
| Победа    | 5-0    | Доминик Геровски     | Решением (единогласным)                       | AFN 9 Armia Fight Night                        | 22 января 2021   | 3     | 5:00  |       |                                      |
| Победа    | 4-0    | Давид Галецкий       | Нокаутом (удары)                              | Browar Polnocny Fight NightZolowski vs. Kolcun | 19 сентября 2020 | 1     | 0:00  |       |                                      |
| Победа    | 3-0    | Мариуш Йониак        | Решением (единогласным)                       | AFN 5 Armia Fight Night                        | 5 апреля 2019    | 3     | 5:00  |       |                                      |
| Победа    | 2-0    | Аркадиуш Келлер      | Техническим нокаутом (удары локтями и руками) | DFN 4 Dragon Fight Night 4                     | 17 ноября 2018   | 2     | 3:45  |       |                                      |
| Победа    | 1-0    | Зигимантас Линаускас | Техническим нокаутом (удары)                  | WCA 4 Fight Night                              | 6 апреля 2018    | 2     | 2:41  |       | Дебют в ММА                          |

### Любительское ММА
| Результат | Рекорд | Соперник        | Способ                       | Турнир                                       | Дата           | Раунд | Время | Место | Примечание |
| --------- | ------ | --------------- | ---------------------------- | -------------------------------------------- | -------------- | ----- | ----- | ----- | ---------- |
| Победа    | 3-0    | Михал Домин     | Решением (единогласным)      | Charge MMA 3 3rd Adolf Bolko Kantor Memorial | 13 мая 2017    | 3     | 3:00  |       |            |
| Победа    | 2-0    | Губерт Шулевски | Техническим нокаутом (удары) | PLMMA 68 / 3F - Extreme Fight Cage 4         | 3 июня 2016    | 3     | 1:38  |       |            |
| Победа    | 1-0    | Якуб Шйишка     | Сабмишном (рычаг локтя)      | WCA 2 Fight Night                            | 16 апреля 2016 | 2     | 2:36  |       |            |